# Chevêchette des Andes
Glaucidium jardinii
Espèce
Synonymes
- Palaenopsis jardinii Bonaparte, 1855
(protonyme)

Statut de conservation UICN

 LC  : Préoccupation mineure
Statut CITES
La Chevêchette des Andes (Glaucidium jardinii) est une espèce d'oiseaux de la famille des Strigidae.

## Description
La chevêchette des Andes est une petite chouette qui mesure généralement entre 15 et 19 cm de longueur,. Il n'existe pas de dimorphisme sexuel à proprement parler, cependant les femelles sont légèrement plus grandes et plus lourdes que les mâles. On retrouve des chevêchettes des Andes sous deux formes, une brune et une rousse.

La tête et la calotte sont brunes, parsemées de petites taches chamois. Les sourcils sont clairs et relativement visibles. Le dos est brun ou brun teinté de roux et est tacheté de blanchâtre. Les parties inférieures sont principalement blanches et le poitrail est barré de brun. Les flancs sont blancs et bruns. Les rectrices sont sombres et sont barrées de quatre fines bandes blanchâtres. Comme la plupart des chevêchettes, les chevêchettes des Andes possèdent une paire de petites taches noires bordées de blanc dans la nuque qui ressemblent à des yeux. Ces deux taches sont des ocelles. L'iris, le bec et les pattes sont jaunes,.

## Répartition

Aire de répartition de la chevêchette des Andes.

Cet oiseau vit en Colombie, en Équateur, au Pérou et au Venezuela.

## Comportement

### Habitudes
Ces chouettes sont partiellement diurnes, elles peuvent donc être aperçues de jour. Il semblerait que cette espèce soit sédentaire.

### Alimentation
Les chevêchettes des Andes chassent principalement de petits oiseaux mais aussi de gros insectes ou de petits mammifères,. Il semblerait que ces chouettes soient plus douées que les autres espèces de chouettes pour chasser les oiseaux. Les individus de cette espèce sont, comme toutes les autres chouettes, carnivores.

### Habitat
Cette espèce vit dans des forêts de nuage, à une altitude comprise entre 2 000 et 3 000 mètres. Il est parfois possible d'en observer à plus de 3 500 mètres d'altitude,. On peut aussi retrouver cette espèce dans les forêts tropicales d'Amérique du Sud à canopée dense, mais aussi dans des forêts plus ouvertes.

### Reproduction
Il a été observé que la saison de reproduction commençait dès la fin du mois de décembre. Les femelles pondent généralement 3 petits œufs blancs au printemps, vers le mois de mars. La durée d'incubation est similaire à celle des autres chouettes, c'est-à-dire environ un mois.

## Statut
Selon l'UICN, il y a assez d'individus sur une aire assez étendue pour affirmer que cette espèce ne s'approche pas du seuil de vulnérabilité. De plus, il semblerait que la population soit stable, ce qui explique pourquoi l'UICN considère le statut de conservation des chevêchettes des Andes comme « préoccupation mineure »,. Cependant l'habitat naturel des chevêchettes des Andes est menacé par l'abattage massif des arbres.